# William Henry Marling
Pour les articles homonymes, voir Marling.
William Henry 2e baronnet Marling, né le 1er juillet 1835 à Stroud et mort le 19 octobre 1919 à Ham (Stroud) (pl), est un baronnet anglais.

## Biographie
Fils de Samuel Marling (en), il fait ses études au Trinity College de Cambridge. Il épouse Mary Abraham en 1860 dont il a quatre fils. Il succède à son père comme baronnet en 1883 et son fils lui succédera en 1919.
Il exerce comme High Sheriff of Gloucestershire (en) dès 1888.